# Burzo
Burzo (Oficialmente Bursó) es una aldea  española situada en la parroquia de Fruíme en el municipio de Lousame (provincia de La Coruña, Galicia).
En 2021 tenía una población de 40 habitantes (21 hombres y 19 mujeres). Está situada a 11,8 km de la cabecera municipal a 310 metros sobre el nivel del mar. Las localidades más cercanas son Aldarís, Vilas y Escabia. 